# Encephalartos latifrons
Encephalartos latifrons är en kärlväxtart som beskrevs av Johann Georg Christian Lehmann. Encephalartos latifrons ingår i släktet Encephalartos och familjen Zamiaceae. IUCN kategoriserar arten globalt som akut hotad. Inga underarter finns listade i Catalogue of Life.

## Bildgalleri

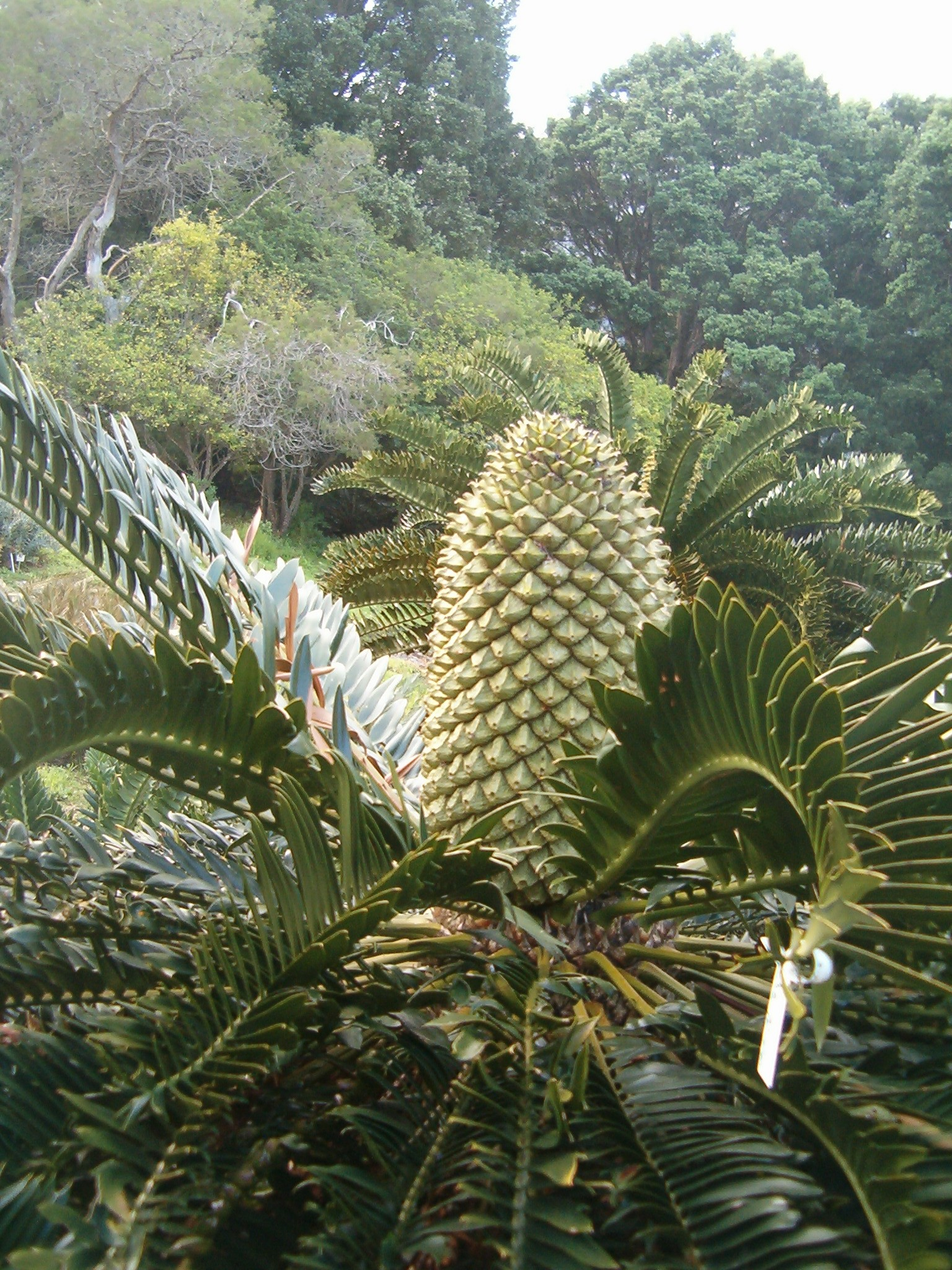
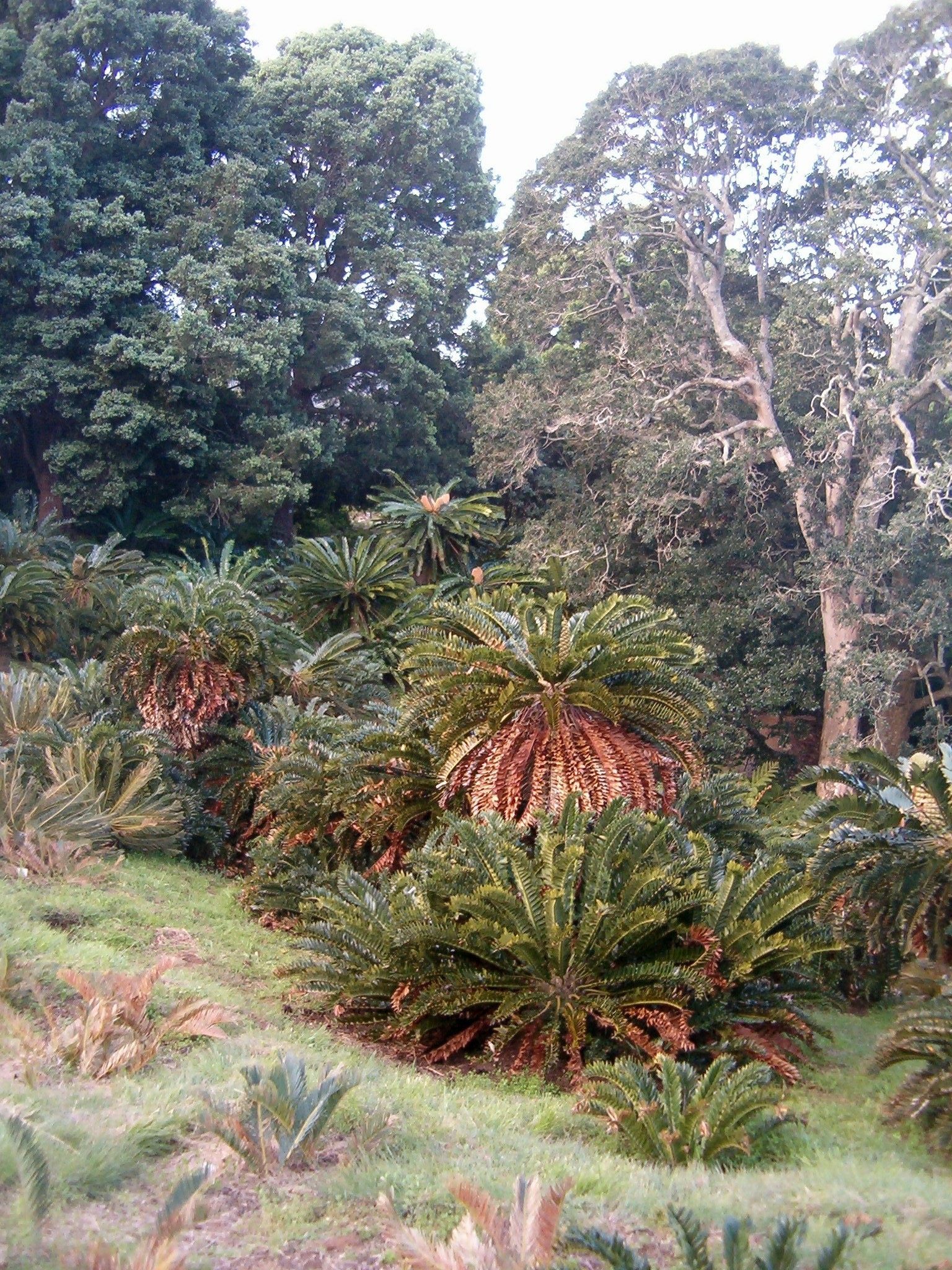
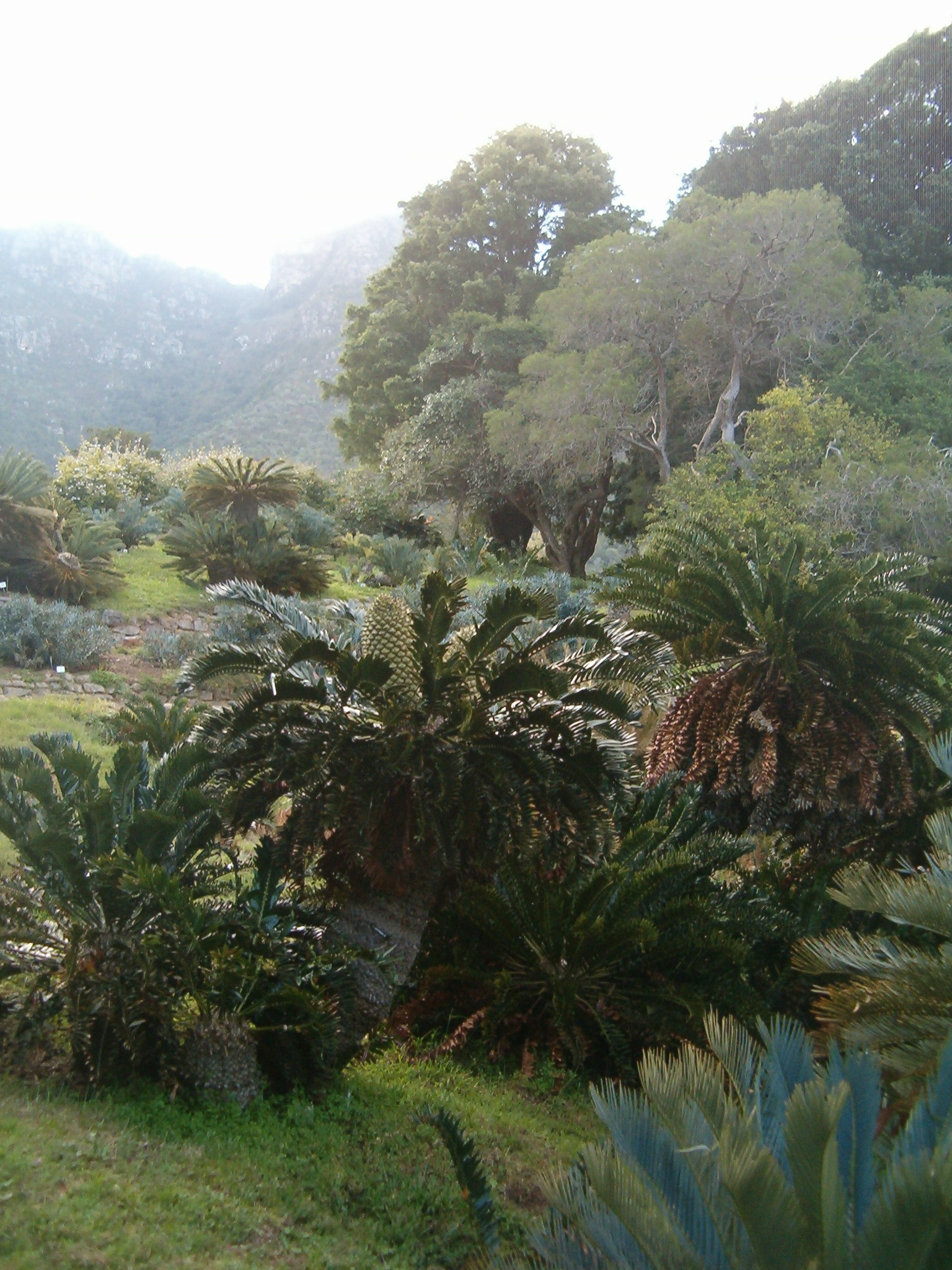
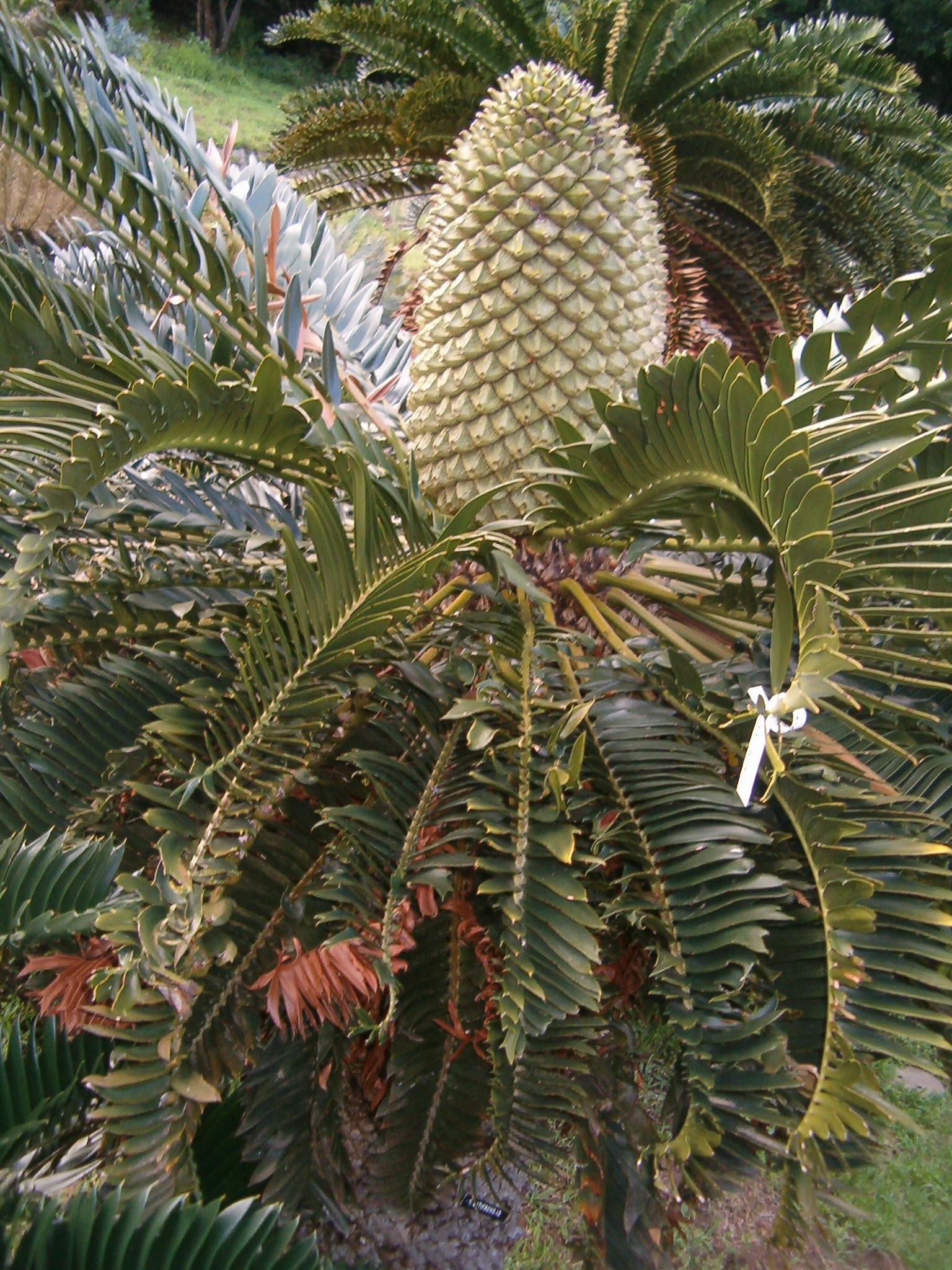